# 4654 Gorʹkavyj
4654 Gorʹkavyj eller 1977 RJ6 är en asteroid i huvudbältet som upptäcktes den 11 september 1977 av den rysk-sovjetiske astronomen Nikolaj Tjernych vid Krims astrofysiska observatorium på Krim. Den har fått sitt namn efter den sovjetisk-ryske astrofysikern och författaren Nikolaj Gorkavyj (född 1959).